# Nelumbo
Nelumbo (Adans., 1763) è un genere di piante acquatiche, l'unico appartenente alla famiglia delle Nelumbonaceae, differenziatosi circa 80 milioni di anni fa. Comprende due sole specie, originarie di America, Asia e Australia, con foglie molto decorative e grandi fiori di colore bianco, rosa, giallo e rosso, note con il nome di fiori di loto.

## Descrizione

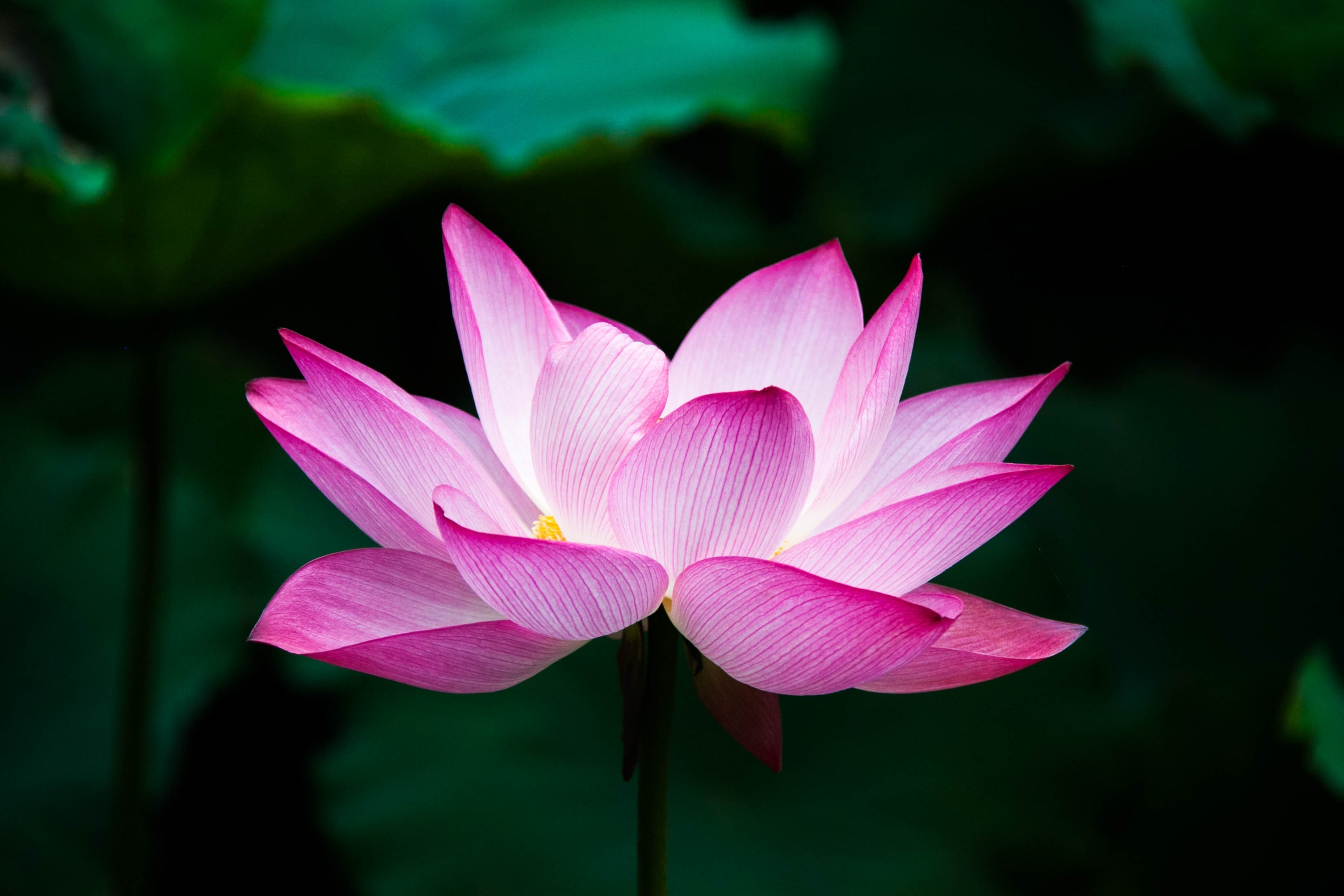
Fior di loto asiatico (Nelumbo nucifera)

Le foglie raggiungono un diametro di un metro e oltre. Sono alte da 80 cm a oltre 1 m. Le foglie del fiore di loto hanno una struttura superficiale particolare che le rende estremamente idrofobiche e le mantiene costantemente pulite. Tale proprietà, che con la nanotecnologia si cerca di riprodurre per altri materiali quali tessuti e vernici, è chiamata effetto loto. Il fiore è composto da più di venti petali di colori che vanno dal rosa scuro al bianco, il cui profumo è inebriante.

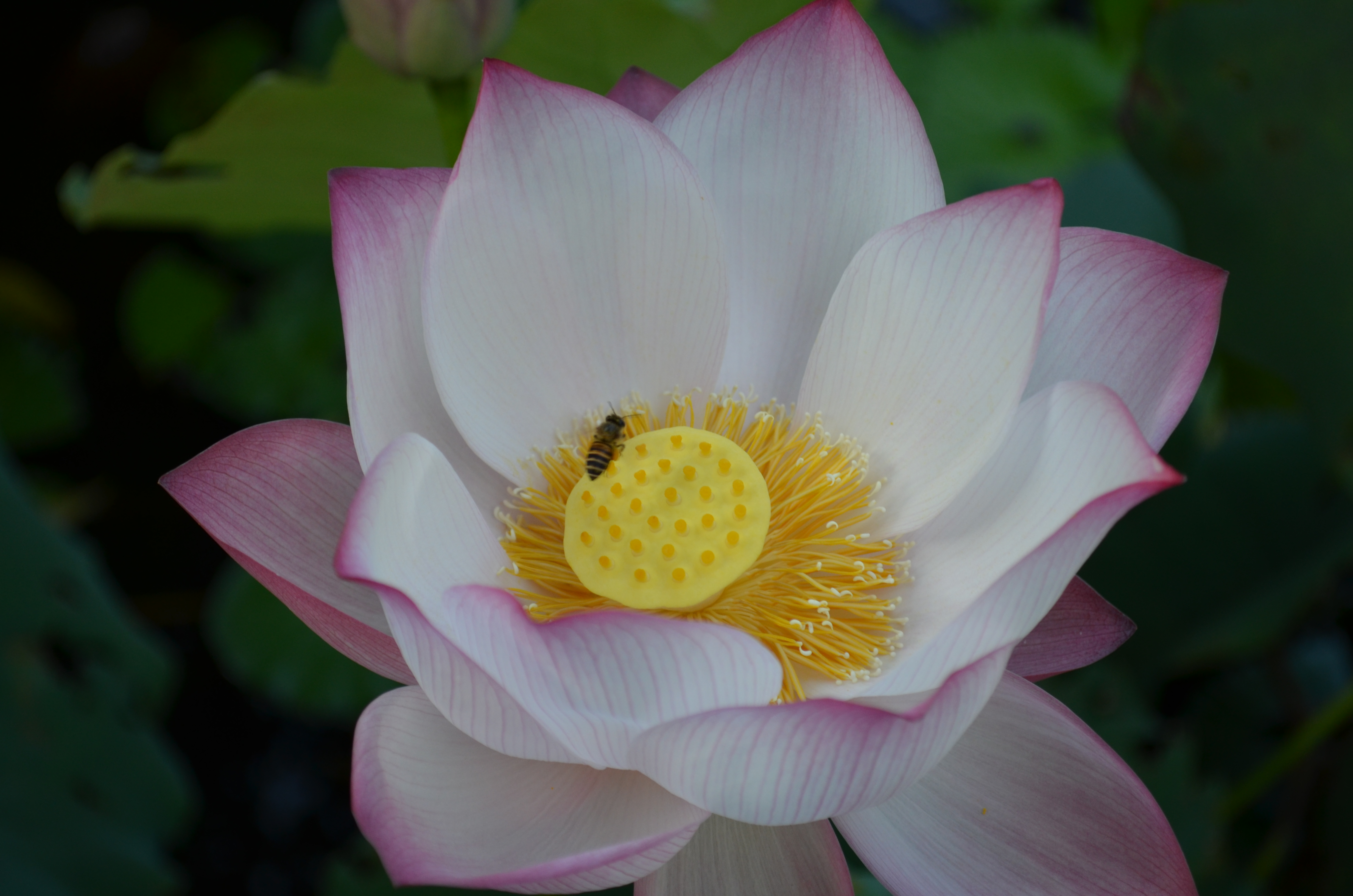
Fiore di loto generico

Altra peculiarità è la longevità del seme. Nel 1951, durante uno scavo archeologico a Kemigawa nella prefettura di Chiba (Giappone), in uno strato di terreno furono scoperti casualmente tre semi, i quali vennero successivamente identificati dal botanico Ichirō Ōga come tre semi di loto. Le analisi al radiocarbonio mostrarono che i semi erano risalenti a oltre duemila anni prima. Grazie alle cure del professor Ōga uno dei tre semi riuscì a germogliare, riportando in vita “il fiore più antico del mondo”, nominato loto Ōga (a volte scritto anche Ohga) in onore del suo scopritore. Il fiore è diventato una celebre attrazione del Parco di Chiba, dove fu riscoperto, e del giardino Kōraku-en di Okayama, città d'origine del professor Ōga.

## Distribuzione e habitat
Il genere Nelumbo è diffuso in due areali separati, occupati dalle due diverse specie qui incluse:
- Nelumbo lutea è originaria dell'America centro-meridionale, ma viene coltivata anche nel Nord America da tempo immemorabile dai nativi per il consumo alimentare dei semi e dei rizomi.
- Nelumbo nucifera è una specie rustica originaria dell'Asia e dell'Australia, nota volgarmente con il nome di fiore di loto asiatico. È una pianta acquatica a crescita rapidissima, tipica di stagni e invasi con acque stagnanti o quasi prive di corrente, profondi 5–50 cm e oltre, fino a 250–300 cm.

## Tassonomia

### Specie
All'interno del genere Nelumbo sono attualmente incluse le seguenti due specie:
- Nelumbo lutea (Willd., 1799)
- Nelumbo nucifera (Gaertn., 1788)

### Sinonimi obsoleti
- Nelumbo caspicum Fisch. ex DC., 1821 (= Nelumbo nucifera Gaertn.)
- Nelumbo komarovii Grossh., 1940 (= Nelumbo nucifera Gaertn.)
- Nelumbo nelumbo (L.) H.Karst., 1882 (= Nelumbo nucifera Gaertn.)
- Nelumbo pentapetala (Walter) Fernald, 1934 (= Nelumbo lutea Willd.)
- Nelumbo rheedii C. Presl, 1835
- Nelumbo speciosa Willd., 1799 (= Nelumbo nucifera Gaertn.)
- Nelumbo speciosum Willd., 1799 (= Nelumbo nucifera Gaertn.)
- Nelumbo transversa C. Presl, 1835

Il termine Nelumbium per designare il genere non viene più accettato dalla maggior parte degli autori, in quanto considerato un sinonimo:
- Nelumbium luteum Willd., 1799 (= Nelumbo lutea Willd.)
- Nelumbium nelumbo (L.) Druce, 1913 (= Nelumbo nucifera Gaertn.)
- Nelumbium nuciferum Gaertn. (= Nelumbo nucifera Gaertn.)
- Nelumbium speciosum Willd., 1799 (= Nelumbo nucifera Gaertn.)

### Relazioni
Tradizionalmente inquadrato nella famiglia delle Nymphaeaceae, con le recenti classificazioni filogenetiche il genere Nelumbo è stato separato in una famiglia a sé stante, le Nelumbonaceae. Secondo la classificazione APG questa famiglia appartiene all'ordine Proteales, mentre nell'ormai obsoleto sistema Cronquist era invece collocata nell'ordine Nymphaeales.

## Coltivazione
Esigono molte ore di completo irradiamento solare, e il terreno deve essere molto pesante misto ad argilla e limo, necessitano di una copertura di 15–20 cm d'acqua, per potere mantenere le radici a temperatura calda e costante, vi sono varietà rustiche che nella stagione invernale non occorre proteggere.
Le due specie Nelumbo nucifera e lutea sono rustiche, resistendo bene anche al freddo e al gelo.
Queste piante producono frutti i quali, giunti a maturazione, lasciano cadere i semi nell'acqua.
Si moltiplicano per divisione dei rizomi sotterranei, o con la semina primaverile che, in condizioni ottimali, darà la prima fioritura già dopo quattro mesi. Possono essere coltivate in un vaso capiente alto almeno 40 cm e con diametro di 35 cm.

## Usi

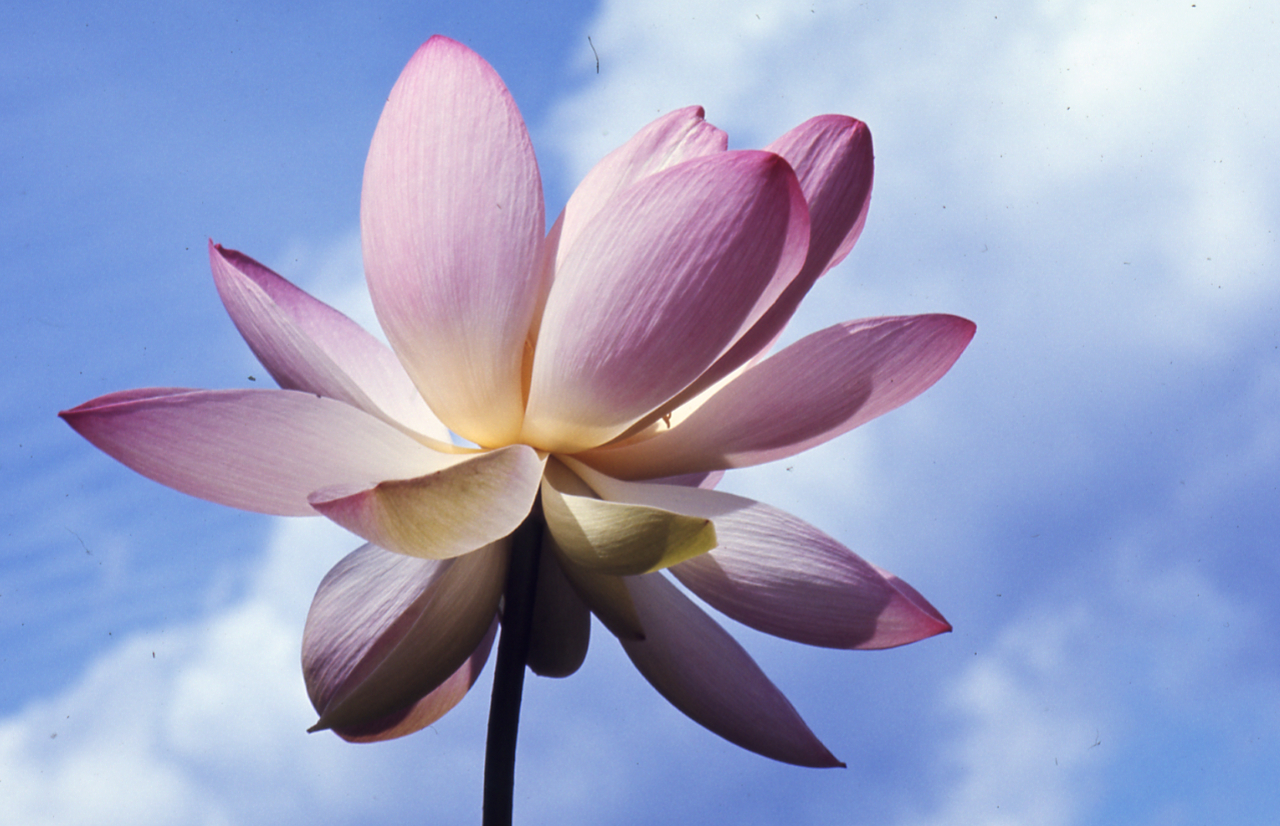
Un fiore di loto a villa Taranto

- Come pianta ornamentale per decorare stagni, vasche e laghetti, o coltivata in vasche idroponiche
- I particolari frutti, opportunamente essiccati, vengono utilizzati nelle composizioni floreali, per decorare saloni e appartamenti
- Nel loto, i fiori, i semi, le foglie giovani e i rizomi sono tutti commestibili. In Asia, i petali vengono mangiati mentre le foglie sono solitamente utilizzate come piatto per il cibo. I rizomi (pning in cinese, ngau in cantonese, bhe in India e Pakistan, e renkon in giapponese) sono utilizzati come condimento per una zuppa o fritti. Petali, foglie e rizomi possono essere consumati anche crudi, ma il rischio di trasmissione di parassiti ne consiglia una consumazione cotta.
- In Cina tutti gli anni viene festeggiata in autunno la luna e il giorno delle torte della luna, in cui si mangia e regala tradizionalmente la torta della luna, fatta con pasta di semi di loto e rossi d'uovo di anatra salati.
Il popolo cinese ritiene che il loto sia un cibo molto salutare e per questo esso è conosciuto e rinomato da molti secoli. Gli studi lo hanno confermato e hanno dimostrato che esso è ricco di fibre, vitamina C, potassio, tiamina, riboflavina, vitamina B6, fosforo, rame e manganese e contiene pochi grassi.[senza fonte]
- I semi vengono mangiati assieme a un'erba detta liánhuā cha o in particolare in Vietnam, gli stami essiccati vengono usati per la preparazione di un tè profumato. I semi del loto consistono in noccioline (dette liánzĭ, 蓮子; o xian liánzĭ, 鲜莲子, in cinese) e sono altrettanto versatili, e possono essere consumati freschi, essiccati o cucinati come i popcorn, se ne può ricavare inoltre una pasta utilizzata in pasticceria per la preparazione di dolciumi, o bolliti e ricoperti di zucchero per la preparazione di una tong sui (zuppa dolce).
- La casa del lusso italiana Loro Piana ha avviato un progetto con le popolazioni dell'Ille Lake in Birmania per la realizzazione di tessuto per sartoria ricavato dai gambi del fiore di loto. Per evitare l'essiccamento, esso va raccolto, rullato e filato entro 24 ore con speciali tecniche delle popolazioni locali tramandate da secoli. Si potranno produrre massimo 50 metri al mese; il prezzo al pubblico è di circa 2 500 euro al metro.
- Stupefacente (nell'"Odissea" omerica), mangiato dai mitici Lotofagi.
- Una grande estensione di fiori di loto fiorisce tra giugno e agosto a Mantova, sulle acque del lago Superiore formato dal Mincio.

## Proprietà medicinali
- Il decotto della pianta intera, o delle radici, contenenti tra l'altro oli essenziali, tannini, nelumbina e zinco, vanta proprietà antidiarroiche, febbrifughe, emollienti, catarrali e antitussigene.

L'essiccazione della pianta, se bruciata come incensi su speciali bracieri, può provocare effetti allucinogeni.

## Simbolismo

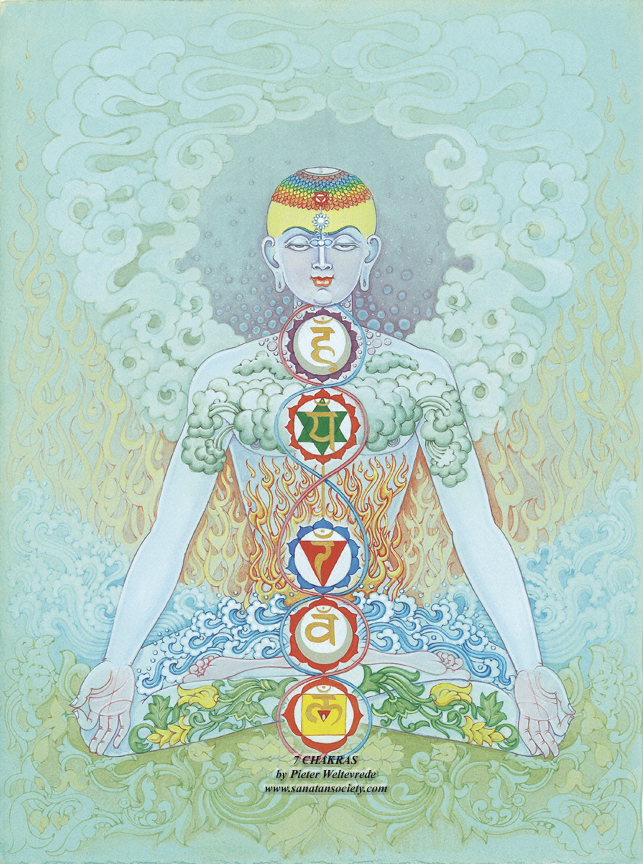
I sette Chakra principali dell tradizione indiana, raffigurati come fiori di loto

La Nelumbo nucifera è il Loto indiano, fiore sacro per l'Induismo e il Buddhismo. È detto anche Loto blu, Giglio sacro o Fagiolo dell'India. È il fiore nazionale dell'India e del Vietnam.
Il loto ha tutto un complesso e antichissimo simbolismo filosofico e religioso, fra i quali il più noto è quello di rappresentazione dei centri energetici sottili nel corpo umano, detti chakra. È considerato anche simbolo di purezza, e questo probabilmente è dovuto al cosiddetto "effetto loto", che è la capacità, osservata appunto nei fiori di loto, di un materiale di mantenersi pulito autonomamente.
Nel IX libro dell'Odissea si parla del paese dei Lotofagi, i mangiatori di loto.
Nella tradizione culturale dello Sri Lanka, come nella maggior parte del Sud-Est asiatico, il fiore di loto simboleggia la purezza e lo sviluppo fiorente del paese. Tale rappresentazione è stata raffigurata nella imponente Lotus Tower a Colombo.
Il design di questo edificio è ispirato al fiore di loto.

## La setta del Loto Bianco
Secondo la tradizione la setta del Loto Bianco fu fondata nel 1280 in Cina dall'ultimo discendente della dinastia Sung sterminata dai Mongoli di Kublai Khan. Il giovane principe auspicava che potesse diventare l'elemento catalizzatore di gruppi di ispirazione cristiana che si opponevano agli invasori. I membri prestavano un rigido giuramento e mantenevano la segretezza. Si cingevano il capo con una sciarpa di seta rossa prima della battaglia: furono perciò chiamati i Ribelli del Turbante Rosso. L'organizzazione, formata da monaci, contadini, banditi e corsari, contribuì non poco alla cacciata dei Mongoli e fu guidata da Chu Yuan-chang che nel 1368 assunse il nome di Hung wu e divenne il primo imperatore della dinastia Ming. Questo termine deriva da un vocabolo segreto del linguaggio del loto e significa "pace" e "ordine". Dopo la cacciata dei nemici, alcuni membri dell'organizzazione giunsero a occupare alte cariche di potere, mentre altri abiurarono il proprio credo. Per più di due secoli e mezzo non ci fu più notizia della setta che risorse alla metà del XVII secolo quando i Ming furono spazzati dai Manciù, provenienti da nord. Sorsero allora molti movimenti politico-insurrezionali coordinati dalla Setta Profumata dell'Incenso, ovvero il rinato Loto Bianco: la Società del Cielo e della Terra, la Società degli Otto Diagrammi, la Società delle Nove Dimore. Questi movimenti attuarono diverse insurrezioni contro gli impopolari invasori Manciù, incluse la grande rivolta del 1794 e il clamoroso assalto alla Città Proibita di Pechino nel 1814. Successivamente, ottenuta l'indipendenza, queste organizzazioni segrete mutarono in bande di briganti o in gruppi religiosi militanti e pacifisti. Ultime esperienze dei Ribelli del Turbante Rosso sarebbero state individuate da alcuni studiosi nell'attività della Setta dell'Unità, che nel Novecento durante l'occupazione giapponese prima, e durante la seconda guerra mondiale poi, avrebbero attuato le stesse tecniche del passato per favorire la fuga dalla Cina di importanti personalità della politica e della cultura, strappandole così alle persecuzioni e ai campi di concentramento.